# رفتار خطرناک
رفتار خطرناک (به انگلیسی: Endangerment) نوعی بزه است که شامل رفتاری غیرقانونی و بی‌احتیاطی یا عمدی است و ممکن است منجر به مرگ یا آسیب شدید بدنی برای شخص دیگری شود. خطرناکی انواع مختلفی دارد که هر کدام یک عمل مجرمانه است که در دادگاه قابل تعقیب است. در برخی از ایالت‌های ایالات متحده، مانند فلوریدا، زبان تقریباً مشابهی برای جرم سهل‌انگاری مقصرانه استفاده می‌شود.
هدف از این جرم منع و در نتیجه جلوگیری از رفتارهای بی‌پروا یا عمدی است که به‌طور نادرست خطر قابل توجهی برای مرگ یا آسیب جدی به دیگران ایجاد می‌کند.